# Eric McLuhan

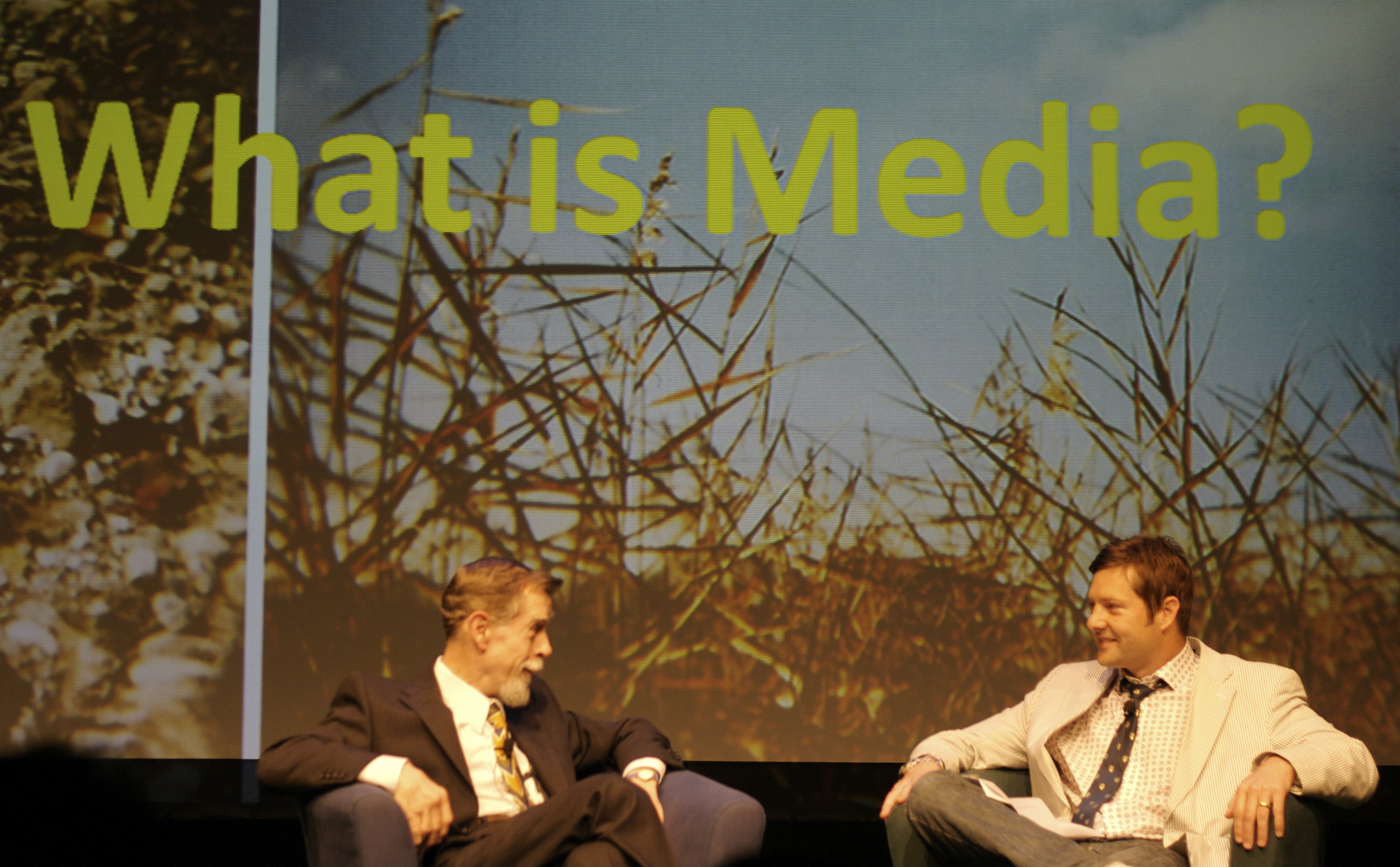
Michael Tippett (rechts) im Gespräch mit Eric McLuhan (links), 2008

Thomas Eric Marshall McLuhan (* 19. Januar 1942; † 18. Mai 2018 in Bogotá) war ein kanadischer Autor und Medientheoretiker.

## Leben
Eric McLuhan wurde 1942 als Sohn des Philosophen und Kommunikationstheoretikers Marshall McLuhan und dessen Frau Corinne Lewis geboren. Er hatte fünf Geschwister: die Zwillinge Mary und Theresa, Stephanie, Elizabeth und Michael.
1972 wurde ihm der B.Sc. in Kommunikationswissenschaften an der Wisconsin State University verliehen. An der University of Dallas wurde ihm 1980 der M.A. und 1982 der Ph.D. in englischer Literatur verliehen.
1980 entwickelte McLuhan gemeinsam mit Roger Davies die Thinking and Writing Workshops und gründete mit ihm die Kommunikationsberatung McLuhan & Davies Communications, Inc.
Gemeinsam mit seinem Vater schrieb er die Bücher Laws of Media, Media and Formal Cause und Theories of Communication. Weiterhin veröffentlichte er die Bücher Electric Language (1998), The Role of Thunder in Finnegans Wake (1997) und Herausgaben gesammelter Werke seines Vaters; The Book of Probes (2011), Marshall McLuhan Unbound (2005, mit Terrence Gordon), The Medium and the Light (2010). Gemeinsam mit Frank Zingrone gab er 1997 das Buch The Essential McLuhan heraus.
McLuhan unterrichtete an der University of Toronto, der York University, der Wisconsin State University und anderen Bildungseinrichtungen.
Er verstarb während eines Aufenthalts in Bogotá, wo er gerade an einer Universitätsveranstaltung teilnahm. Er hinterließ seine Frau, zwei Töchter und einen Sohn, sowie vier Enkelkinder.